# Ilhas Virgens Americanas nos Jogos Pan-Americanos de 1987
As Ilhas Virgens Americanas competiu na 10º edição dos Jogos Pan-Americanos, realizados na cidade de Indianápolis, nos Estados Unidos. Conquistou duas medalhas nesta edição. 